# Asenowo (obwód Wielkie Tyrnowo)
Asenowo (bułg. Асеново) – wieś w Bułgarii, w obwodzie Wielkie Tyrnowo, w gminie Strażica. W 2024 roku liczyła 857 mieszkańców.

## Historia
Do 1890 roku wieś nosiła nazwę Upczelii, a do 1965 roku – Asenjowo.